# Сулковице (Краковский повет)
Сулкови́це (пол. Sułkowice) — село в Польше в сельской гмине Ивановице Краковского повета Малопольского воеводства.

## География
Село располагается в 2 км от административного центра гмины села Ивановице-Влосцяньске и в 20 км от административного центра воеводства города Краков.
В 1975—1998 годах село входило в состав Краковского воеводства.

## Население
По состоянию на 2013 год в селе проживало 396 человек.
| 2010 | 2013 |
| ---- | ---- |
| 396  | 396  |

| Перепись  | Всего   | Всего | Женщины | Женщины | Мужчины | Мужчины |
| --------- | ------- | ----- | ------- | ------- | ------- | ------- |
| Единицы   | человек | %     | человек | %       | человек | %       |
| Население | 396     | 100   | 200     |         | 196     |         |